# Eiheiji
Eiheiji (永平寺町, Eiheiji-chō) est un bourg du district de Yoshida, dans la préfecture de Fukui, au Japon.

## Géographie

### Situation
Eiheiji est situé dans le nord de la préfecture de Fukui.

### Démographie
Au 1er février 2014, la population d'Eiheiji s'élevait à 20 166 habitants répartis sur une superficie de 94,34 km2.

### Hydrographie
Eiheiji est traversé par le fleuve Kuzuryū.

## Histoire
La création d'Eiheiji date de 2006 après la fusion du bourg de Matsuoka et du village de Kamishihi.

## Toponymie
Le toponyme « Eiheiji » correspond au nom d'un temple bouddhique célèbre du zen Sōtō : l'Eihei-ji, cette expression signifiant « temple de la paix éternelle ». Le temple a été fondé en 1244 par le maître zen Dōgen.

## Transports
Eiheiji est desservie par la ligne Katsuyama Eiheiji de la compagnie Echizen Railway.